# Le Millénaire
Pour les articles homonymes, voir Millénaire (homonymie).
Le Millénaire est un centre commercial français situé rue Madeleine-Vionnet à Aubervilliers, en Seine-Saint-Denis à proximité de la porte d'Aubervilliers à Paris. Ouvert en 2011, sa fréquentation est loin des objectifs initiaux.
Il est situé entre la portion nord-est du périphérique et un bras du canal Saint-Denis.

## Accès

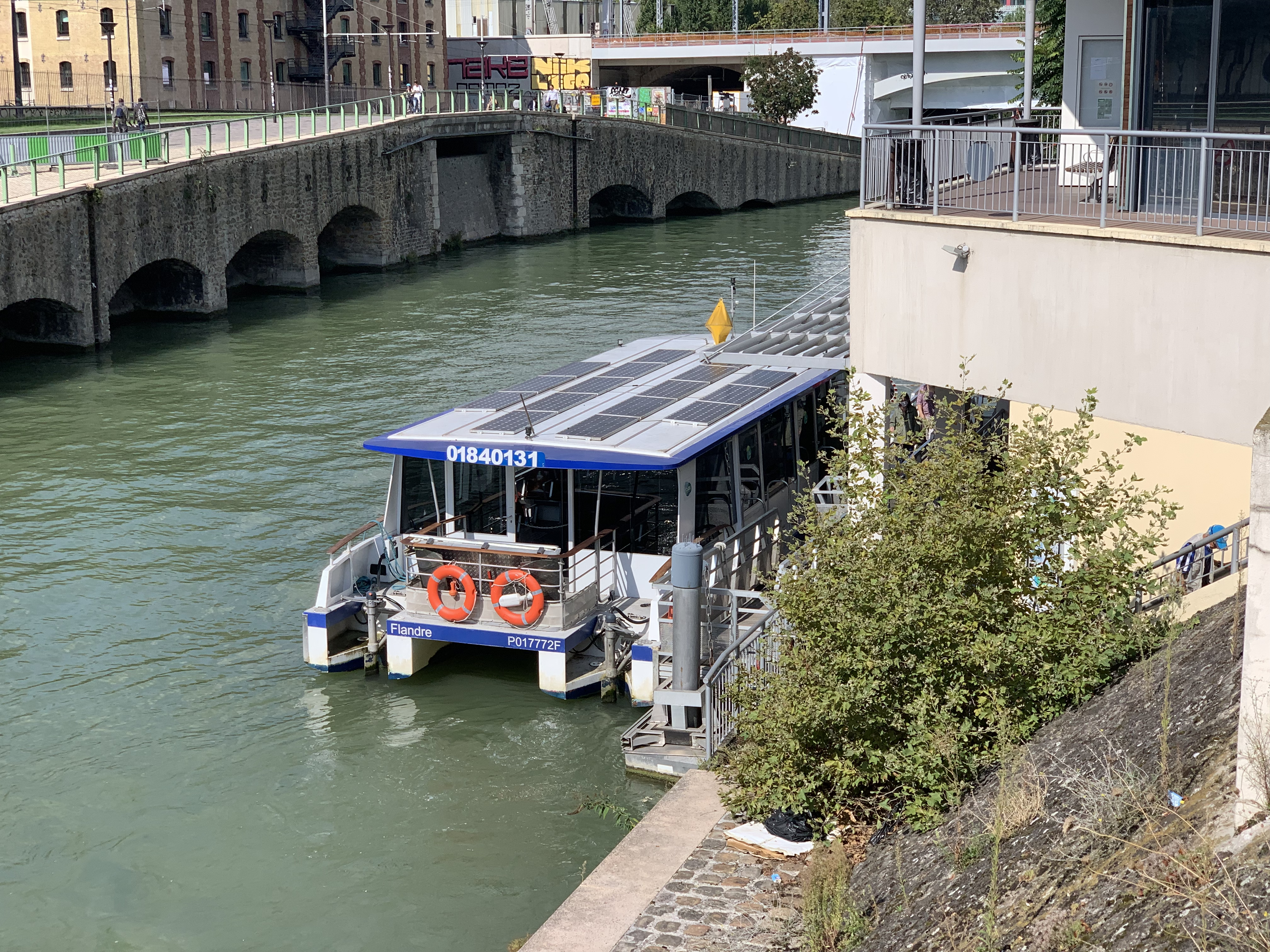
Une navette fluviale à quai à Corentin-Cariou, avant son départ vers Le Millénaire.

Une navette fluviale gratuite permet de la rallier depuis le Quai de la Charente.
Son accès principal est situé rue Madeleine-Vionnet, à proximité de la porte d'Aubervilliers.
Depuis octobre 2015, le Millénaire est directement relié à Paris par la passerelle Claude-Bernard. En septembre 2016, une seconde passerelle, la passerelle de la darse des Magasins généraux, permet une liaison supplémentaire avec la capitale.
D'après Icade, le gestionnaire du parc, depuis janvier 2019, le portail d'accès depuis le quai du Lot est fermé pour des raisons de sécurité.

## Historique

### Construction et ouverture
Initié par le sénateur-maire d'Aubervilliers Jack Ralite en 1995, conçu par l'architecte Antoine Grumbach entre 1998 et 2004, construit par Bouygues, ce « quartier commercial » de 56 000 m2 commerciaux et 17 000 m2 de bureaux est inauguré le 27 avril 2011.
Le centre commercial s'est créé une image de développement durable, proposant 12 000 m2 d'espaces verts, 150 anneaux d'accroches pour vélos.
Illuminé par 10 000 m2 de verrières, le bâtiment compte 140 magasins répartis sur deux niveaux, avec 10 restaurants, dont 6 qui s'ouvrent sur des terrasses. Il devait abriter TV Cité, musée consacré à la télévision, finalement abandonné. Le complexe MK2 de 12 salles qui devait le remplacer n'aboutit pas non plus.
Les commerces sont ouverts 60 h/semaine, soit du lundi au samedi de 10 h à 20 h, alors que les restaurants sont ouverts 91 h/semaine, soit 7 jours/7 de 10 h à 23 h, y compris le dimanche.
En raison de ces horaires étendus et de la taille des enseignes, ce centre commercial emploie au moins 500 salariés (dont au moins 250 dans les 25 principales enseignes, telles que Carrefour ou H&M), dont une partie à temps partiel, et donne du travail à de nombreux jeunes des quartiers environnants.
Le centre couvre une zone de chalandise évaluée à un million d'habitants, avec la communauté d'agglomération Plaine-Commune et le nord parisien entre les portes de la Villette et de la Chapelle. Pour l'attractivité, le centre commercial mise sur une offre inédite, avec 35 % des enseignes absentes des autres centres commerciaux français, dont OVS Industry, Polinesia, A loja do gato preto, Decimas, Kiko.

### Développement
Le centre commercial connaît des débuts difficiles en 2011-2012 en raison de problèmes d'accessibilité, avant l'inauguration des prolongements de la ligne 12 du métro et du tramway T3, mais surtout d'un manque d'adaptation à une zone de chalandise populaire. Deux des enseignes phares quittent le centre, Fnac fin 2012[source insuffisante], Boulanger en 2015 qui déménage de l'autre côté du périphérique, sur le boulevard Macdonald.

### Tentatives de relance
Il tente de se relancer en obtenant une autorisation d'ouverture dominicale par l'arrêté préfectoral du 20 février 2013 créant un périmètre d'usage de consommation exceptionnel. Cette décision est invalidée par le tribunal administratif.
Il se repositionne en ouvrant des enseignes plus populaires comme Tati et Burger King, et l'agrandissement de Carrefour.
En 2019, le fonctionnement du centre commercial peine toujours à atteindre ses objectifs et de très nombreuses cellules sont vacantes ou très en dessous de leurs objectifs.
En 2024, la situation du centre commercial est toujours précaire avec une trentaine de magasins encore ouverts alors que 140 étaient prévus à l'ouverture.

## Chiffre d'affaires
Le chiffre d'affaires du centre commercial est de 4 millions environ en 2015.[réf. nécessaire]

## Engagement social et solidaire
L'association MaMaMa qui lutte contre la précarité des femmes et des bébés s'est installée au Millénaire en 2024.  

## Transports en commun
Ce centre commercial devenant de moins en moins attractif depuis fin 2021 à la suite de la fermeture de nombreuses boutiques, semble toutefois très bien desservi par de nombreux moyens de transport en commun : 
- Pour les lignes de bus de RATP, la ligne 35 à l'arrêt "La Haie Coq" ou "Parc du Millénaire", la ligne 139 à l'arrêt "Gardinoux", les lignes 239 et 45 à l'arrêt "Parc du Millénaire" et les bus 54 et la Traverse Ney-Flandre à l'arrêt "Porte d'Aubervilliers".
- Pour le métro, il faut emprunter la ligne 7 du métro de Paris à la station Corentin Cariou à Paris, en plus de la navette d'Icade menant jusqu'au Millénaire. Enfin la ligne 12 du métro de Paris à la station Aimé Césaire, à Aubervilliers en correspondance des lignes de bus 139 et 35 de la RATP.
- Pour le tramway, la ligne T3B du Tramway aux arrêts "Porte d'Aubervilliers" ou "Rosa Parks".
- Enfin la ligne E du RER exploité par la SNCF, que l'on peut emprunter à proximité de la Porte d'Aubervilliers à la gare Rosa Parks depuis Paris 19e.